# Yapa
«Yapa» (del quechua yapa, añadidura o suplemento) es un modismo andino que hace referencia a un regalo o añadido extra de un producto durante una transacción comercial, particularmente en un contexto popular. También se conoce como «ñapa». Por otro lado, «yapar» es la acción de añadir una yapa. La expresión, en sus dos formas, se ha extendido por los países del continente americano con cultura quechua (Argentina, Bolivia, Chile, Colombia, Ecuador y Perú) y por otros con influencia de estos países, como es el caso de Paraguay, Uruguay y Venezuela, o irradiado hacía Centroamérica y el área sur de Estados Unidos con cultura hispana.
El uso del término también se aplica a un suceso añadido o algo que se añade al describir una acción. En cuando al uso como término comercial, la palabra excede la propia acción ya que cuando existe una yapa de por medio genera vínculos y lazos de fidelidad entre el comprador y el proveedor. Tradicionalmente, la yapa obedece a un contexto gastronómico, cuando se añade un poco más a la cantidad solicitada durante la compra de insumos en un mercado (por ejemplo, un puñado más de arroz cuando se compra un kilo) o productos alimenticios en puestos ambulantes, como un cucharón más al despachar el emoliente en Perú.

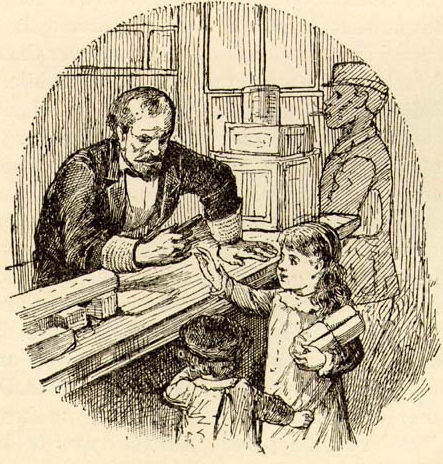
Imagen de la obra Life on the Mississippi (1883) de Mark Twain que grafica un «lagniappe».

Existe una variación del término en el área de Luisiana (Estados Unidos), donde se le conoce como «lagniappe» (adaptado al francés cajún), teniendo el mismo significado: un pequeño regalo dado a un cliente por un comerciante en el momento de una compra (tal como una dona número 13 en la compra de una docena), o más ampliamente, algo dado u obtenido gratuitamente o en buena medida. Se puede utilizar de forma más general en el sentido de cualquier beneficio adicional o inesperado. El modismo llegó a esta zona de Norteamérica a través del flujo de quechuismos llegado a la Luisiana española dentro de la Monarquía Hispánica. Mark Twain escribe sobre la palabra en un capítulo sobre Nueva Orleans en Life on the Mississippi (1883). Lo llamó "una palabra por la que vale la pena viajar a Nueva Orleans". En los barrios latinos de Nueva York se usa el término "yapa" para referirse a la policía que busca arrestos en horas de servicio extra.